# 14 de abril
El 14 de abril es el 104.º (centésimo cuarto) día del año del calendario gregoriano y el 105.º en los años bisiestos. Quedan 261 días para finalizar el año.

## Acontecimientos
- 43 a. C.: cerca de la actual ciudad de Castelfranco Emilia (península italiana) se libra la batalla del Foro de los Galos. Marco Antonio, habiendo sitiado al asesino de Julio César, Brutus, en Mutina (actual Módena), derrota a las fuerzas del cónsul Pansa, quien resulta muerto.
- 69: en Alemania, Vitellius, comandante de las tropas del río Rin, derrota al emperador Otón en la primera batalla de Bedriacum y alcanza el trono.
- 73: en Masada, cerca de Jerusalén (Judea), los judíos defensores de la fortaleza cometen un suicidio colectivo para no entregarse a los romanos.
- 1182: En Al-Ándalus, actual España, se inaugura la Mezquita Mayor de Sevilla, que había sido edificada bajo la dirección del reputado arquitecto Ahmad Ben Baso.
- 1205: en la región de Bulgaria, 253 km al noroeste de Constantinopla, los nacionalistas búlgaros infligen una derrota decisiva a los invasores cruzados en la batalla de Adrianópolis.
- 1450: en Francia se libra la batalla de Formigný. Los franceses atacan y casi aniquilan a los ingleses, acabando así con la dominación inglesa en el norte de Francia.
- 1573: el capitán Juan de Garay parte de Asunción (actual Paraguay) hacia el sur con una expedición integrada por 9 españoles y 75 «mancebos nacidos de estas tierras». Al año siguiente fundaría Santa Fe y seis años después Buenos Aires.
- 1632: en la batalla de Rain, los suecos derrotan al Sacro Imperio Romano durante la Guerra de los Treinta Años.
- 1639: durante la Guerra de los Treinta Años, se libra la Batalla de Chemnitz entre tropas suecas y sajonas.
- 1748: fecha tradicional (aunque muy errónea desde el punto de vista historiográfico) de fundación de la villa de San Nicolás de los Arroyos, a 230 km al noroeste de la ciudad de Buenos Aires (en la actual Argentina, que en esa época formaba parte del virreinato del Perú.[1]
- 1815: en la provincia de Jujuy (Argentina) ―en el ámbito de la Guerra de Independencia de Argentina―, las fuerzas del ejército argentino (al mando del general Martín Miguel de Güemes) vencen al ejército realista (al mando del peruano Antonio Vigil) en la batalla de Puesto del Marqués.
- 1817: en la Villa de Tarija (capital de la Republiqueta de Tarija), el ejército patriota comandado por Gregorio Aráoz de Lamadrid y Francisco Pérez de Uriondo se enfrenta contra el ejército realista liderado por Mateo Ramírez, dando lugar a la batalla de la Tablada.
- 1828: en los Estados Unidos, Noah Webster publica la primera edición de su diccionario, An American Dictionary of the English Language (‘diccionario estadounidense del idioma inglés’).
- 1850: en Santiago de Chile, el liberal Francisco Bilbao y otros intelectuales fundan la Sociedad de la Igualdad.
- 1860: en los Estados Unidos, el primer jinete del Pony Express arriba a Sacramento (California)
- 1865: en los Estados Unidos, John Wilkes Booth dispara al presidente Abraham Lincoln, quien morirá al día siguiente.
- 1868: en Guanabacoa (Cuba), el folletín El Álbum publica los primeros versos de José Martí, «A Micaela», dedicados a la esposa de Rafael María de Mendive.
- 1869: en la Asamblea de Guáimaro (Cuba), la legendaria guerrillera mambisa Ana Betancourt (1832-1901) realiza un vibrante discurso.
- 1872: en Cayo Redondo (Cuba), las tropas de Vicente García combaten contra España.
- 1890: en los Estados Unidos se funda la Unión Internacional de los Países Americanos, que desde 1948 se llamará OEA (Organización de Estados Americanos).
- 1894: en los Estados Unidos, Thomas Edison presenta el kinetoscopio, artefacto para ver imágenes, que fue un precursor de las películas cinematográficas. Se basa en una idea del inventor Eadweard Muybridge.
- 1895: en el ducado de Carniola (actual Eslovenia) se produce un terremoto de magnitud 6,1 que asola la ciudad de Liubliana.
- 1895: en Cuba, Máximo Gómez nombra al escritor y patriota José Martí «mayor general».
- 1896: en Pinar del Río (Cuba) ―en el marco de la guerra de independencia cubana― las tropas del general Antonio Maceo vencen a varias columnas españolas bajo las órdenes del general Julián Suárez Inclán (enviados por el gobernador español Valeriano Weyler) en el combate de Loma de Tapia.
- 1900: en París (Francia) se crea la UCI (Unión Ciclista Internacional).
- 1905: en Tomé (Chile), el profesor Vicente Palacios es nombrado primer director del Liceo de Hombres, establecimiento que actualmente lleva su nombre.
- 1907: cerca del puerto de Acapulco, en la costa sur de México, ocurre un sismo de magnitud 7.9 (MW) que provoca un tsunami.
- 1909: en la ciudad de Adana Vilayet (Turquía) el Gobierno otomano asesina a unos 30 000 cristianos armenios (masacre de Adana).
- 1910: en los Estados Unidos, el presidente William Howard Taft comienza la tradición de lanzar la primera pelota en un partido de béisbol.
- 1912: en el medio del océano Atlántico norte (a 1950 km al este de Nueva York, 3430 km al oeste de Oporto (Portugal) y 600 km al sursureste de la costa de Terranova), el barco británico Titanic choca contra un iceberg a las 23:40 en su viaje inaugural: acabó de hundirse a las 2:20 de la madrugada siguiente. Mueren 1496 personas de las 2208 que viajaban a bordo.
- 1912: en la ciudad de Santos (Brasil) se funda el Santos Futebol Clube.
- 1927: en la Ciudad de México, el revolucionario cubano Julio Antonio Mella (1903-1929) funda la revista América Libre.
- 1929: se inaugura el Circuito de Mónaco.
- 1931: en España se instaura la Segunda República Española tras las elecciones celebradas después de la dimisión del dictador Miguel Primo de Rivera (en enero de 1930), en las que los republicanos triunfaron en 41 de las 50 capitales de provincia. Ante el decidido impulso republicano en las ciudades, las Cortes Generales deponen a Alfonso XIII de España, quien huye del país. León será la primera localidad en que se ice la bandera republicana.
- 1931: a lo largo del continente americano se celebra el primer Día de las Américas. Se eligió esta fecha porque el 14 de abril de 1890 se creó en la ciudad de Washington (Estados Unidos) la Unión Internacional de las Repúblicas Americanas (actual OEA).

En que, mediante resolución de la Primera Conferencia Internacional Americana (celebrada en el Distrito de Columbia, entre octubre de 1889 y abril de 1890)
- 1931: En Málaga, grupos de obreros y anarquistas derriban la estatua del Monumento al Marqués de Larios, arrojándola al mar y sustituyéndola por una de un trabajador.
- 1931: En España se funda el Granada Club de Fútbol.
- 1936: en Barcelona (España) hace su última presentación el grupo de teatro "La Barraca", creado por Federico García Lorca.
- 1939: Roosevelt envía una carta a Hitler y Mussolini ofreciendo y pidiendo 10 años de paz en Europa y Medio Oriente, pedido que obviamente fue denegado, al estallar la Segunda Guerra Mundial, unos pocos meses más tarde.
- 1945: en Buenos Aires, el secretario de Trabajo, Juan Domingo Perón (que un año más tarde será elegido presidente de la Nación) crea la agencia estatal de noticias Télam.[2] El 1 de julio de 2024, un decreto del presidente Javier Milei dispuso la transformación de la empresa estatal Télam a «sociedad anónima unipersonal».[3]
- 1948: en el atolón Enewetak, Estados Unidos detona la bomba atómica X-Ray (de 37 kilotones), la sexta de la Historia humana.
- 1955: en la población española de Genó (Lérida) se descubre un yacimiento arqueológico.
- 1958: la nave espacial soviética Sputnik 2 penetra en la atmósfera terrestre y se desintegra con el cuerpo de la perra Laika (el primer ser vivo terráqueo en el espacio) en su interior.
- 1958: en la selva de la Sierra Maestra (la provincia más oriental de Cuba), el guerrillero Fidel Castro realiza su primera alocución en Radio Rebelde. Analizó el sangriento fracaso de la huelga general del 9 de abril, y pidió redoblar los esfuerzos en la lucha contra la dictadura de Batista.
- 1958: en su casa de calle Washington entre Rivera y Maceo (en el Barrio Azul de Arroyo Naranjo, en los suburbios al sur de La Habana), los esbirros al mando del capitán Brito asesinan a los guerrilleros Holvein Quesada Rodríguez y Evidio Marín.
- 1962: en un pozo a 171 metros bajo tierra, en el área U12k.01 del Sitio de pruebas atómicas de Nevada (a unos 100 km al noroeste de la ciudad de Las Vegas), a las 10:00 (hora local) Estados Unidos detona su bomba atómica Platte, de 1.9 kilotones. Es la bomba n.º 227 de las 1132 que Estados Unidos detonó entre 1945 y 1992.
- 1964: en Cabo Cañaveral (Estados Unidos), la tercera etapa de un cohete Delta se enciende prematuramente en una sala de ensamblaje, matando a tres técnicos.
- 1964: en un pozo a 204 metros bajo tierra, en el área U9bc del Sitio de pruebas atómicas de Nevada, a las 8:40 (hora local) Estados Unidos detona su bomba atómica n.º 364, Hook, de 3 kilotones.
- 1965: en un pozo a 85 metros bajo tierra, en el área U20k del Sitio de pruebas atómicas de Nevada, a las 5:14 (hora local) Estados Unidos detona su bomba atómica n.º 413, Palanquín, de 4.3 kilotones.
- 1966: Estados Unidos detona su bomba atómica n.º 458, Duryea.
- 1968: en España comienza a funcionar la Universidad de la Marina Mercante.
- 1968: en el Augusta National Golf Club (Estados Unidos), el golfista argentino Roberto de Vicenzo pierde el Masters porque su compañero ingresó mal los datos en su tarjeta.
- 1979: Los Gobiernos de Cuba y Granada establecen relaciones diplomáticas.
- 1979: en Las Vegas (Estados Unidos) el boxeador argentino Víctor Galíndez reconquista el título mundial de los mediopesados al vencer por nocaut técnico a Mike Rossman.
- 1980: en Londres, la banda de nueva ola del heavy metal británico Iron Maiden edita su primer álbum de estudio.
- 1981: en los Estados Unidos el primer transbordador Columbia supera su vuelo de prueba.
- 1983: Estados Unidos detona su bomba atómica n.º 991, Turquoise.
- 1985: en Perú, Alan García, de 35 años, es elegido presidente, convirtiéndose en el primer presidente más joven de la historia.
- 1986: en Libia sucede el bombardeo estadounidense contra objetivos civiles, como represalia por el supuesto patrocinio de esa nación al terrorismo contra intereses y ciudadanos estadounidenses.
- 1987: en la Unión Soviética, el líder Mijaíl Gorbachov propone prohibir la instalación de misiles en toda Europa.
- 1992: en España, se inaugura oficialmente la línea de alta velocidad Madrid-Sevilla y los servicios AVE.
- 1994: en Grecia, el parlamento vota a favor de retirar la ciudadanía al exrey Constantino II.
- 1999: en Nueva York (Estados Unidos), un juez federal dictamina que la empresa Bacardí (de las islas Bahamas) puede comercializar ron en los Estados Unidos con el nombre de Havana Club.
- 1999: en una carretera de 21 km entre las ciudades de Dyakova y Dechaní, en el oeste de Kosovo, en el marco de la Operación Fuerza Aliada (la campaña de bombarderos aéreos de la OTAN contra la población civil de la República Federal de Yugoslavia), aviones de la OTAN bombardean un convoy de refugiados albaneses, matando a 73 civiles albanokosovares (entre ellos 16 niños) y dejando solo 36 heridos.
- 2000: en España, José María Fidalgo es elegido nuevo secretario general del sindicato CC. OO. (Comisiones Obreras).
- 2002: en Caracas (Venezuela), el presidente Hugo Chávez reasume la presidencia en la madrugada, después de haber sido derrocado tres días antes.
- 2003: en los Estados Unidos se completa el mapa del genoma humano.
- 2004: en Argentina se inaugura la red social Taringa.
- 2010: en los Estados Unidos se estrena un episodio de la serie animada de televisión South Park llamada «200», que de pronto se convirtió en uno de los episodios más controvertidos de la televisión por presentar caricaturas de Mahoma (una actividad para la que los musulmanes proponen la pena de muerte).
- 2010: en Chile fallece el locutor de radio Petronio Romo, reconocido como una de las voces más icónicas de la radio en Chile. En homenaje a su memoria esta fecha fue declarada como el «Día Nacional del Locutor Radial» en Chile.
- 2012: en Botsuana, el rey Juan Carlos I sufre una fractura de cadera durante una cacería de elefantes.
- 2013: en Venezuela se celebran elecciones presidenciales para el período 2013-2019 para elegir al sucesor del fallecido presidente Hugo Chávez, siendo elegido Nicolás Maduro.
- 2014: en Abuya (capital de Nigeria), la banda terrorista islámica Boko Haram perpetra el atentado de Abuya de 2014: asesinan a 88 civiles.
- 2014: en la ciudad de Chibok (Nigeria) la banda terrorista islámica Boko Haram perpetra el secuestro de Chibok: raptan a 279 niñas pupilas en una escuela secundaria, de las cuales 112 siguen desaparecidas; la mayoría fueron vendidas como esclavas sexuales (delito permitido en el Corán y en la Biblia).
- 2015: en Washington D. C. (Estados Unidos), el Consejo de Seguridad Nacional informa la decisión del presidente Barack Obama de retirar a Cuba de la lista de Estados patrocinadores del terrorismo.
- 2016: en Kumamoto (Japón) ocurre un terremoto.
- 2018: en Siria ocurre un ataque por parte de Estados Unidos, Francia y Reino Unido, con el motivo de destruir fábricas de armas químicas.
- 2023: el Jupiter Icy Moons Explorer es lanzada por la Agencia Espacial Europea.
- 2024: Bayer Leverkusen gana por primera vez en su historia la Bundesliga, derrotando una hegemonía de 11 años del Bayern Múnich.

## Nacimientos
- 1126: Averroes, filósofo y médico andalusí (f. 1198).
- 1204: Enrique I, rey castellano (f. 1217).
- 1371: María I, reina húngara (f. 1395).
- 1478: Válaba, pensador religioso indio (f. 1530); afirmaba ser una encarnación del dios Krisna y creó una nueva religión hinduista, la doctrina Válaba.
- 1527: Abraham Ortelius, geógrafo y cartógrafo flamenco (f. 1598).
- 1578: Felipe III, rey de España y Portugal entre 1598 y 1621 (f. 1621).
- 1629: Christiaan Huygens, matemático neerlandés (f. 1695).
- 1678: Abraham Darby I, inventor y cuáquero británico (f. 1717).
- 1738: William Henry Cavendish-Bentinck, político británico (f. 1809).
- 1741: Momozono, emperador japonés (f. 1762).
- 1744: Denís Fonvizin, escritor ruso (f. 1792).
- 1762: Giuseppe Valadier, arquitecto, urbanista, arqueólogo y orfebre italiano (f. 1839).
- 1764: Firmín Didot, grabador, impresor y tipógrafo francés (f. 1836).
- 1780: Edward Hicks, pintor estadounidense (f. 1849).
- 1787: Victor Schnetz, pintor francés (f. 1870).
- 1852: Meijer de Haan, pintor neerlandés (f. 1895).
- 1862: Piotr Stolypin, político y primer ministro ruso (f. 1911).
- 1864: Artur Văitoianu, militar rumano (f. 1956).
- 1868: Peter Behrens, arquitecto y diseñador alemán (f. 1940).
- 1882: Moritz Schlick, físico y filósofo alemán (f. 1936).
- 1886: Ernst Robert Curtius, filólogo y romanista alemán (f. 1956).
- 1889: Yefim Bogoliubov, ajedrecista ucraniano (f. 1952).
- 1891: B.R. Ambedkar, jurista, académico y político indio (f. 1956).
- 1892: Vere Gordon Childe, arqueólogo australiano (f. 1957).
- 1892: Juan Belmonte, torero español (f. 1962).
- 1894: Cristóbal de Losada y Puga, matemático e ingeniero de minas peruano (f. 1961).
- 1897: Horace McCoy, escritor estadounidense (f. 1955).
- 1897: Edgardo Donato, compositor argentino (f. 1963).
- 1898: Virginia Vera, cantante, guitarrista, compositora y actriz argentina de origen italiano (f. 1949).
- 1900: José Domínguez Echenique, político chileno (f. 1961).
- 1904: John Gielgud, actor británico (f. 2000).
- 1907: François Duvalier, dictador haitiano (f. 1971).
- 1909: Isabel Aretz, etnomusicóloga y folclorista argentina (f. 2005).
- 1912: Robert Doisneau, fotógrafo francés (f. 1994).
- 1918: Antonio Rodríguez Valdivieso, pintor español (f. 2000).
- 1920: Olivier Debré, pintor francés (f. 1999).
- 1920: Schubert Gambetta, futbolista uruguayo (f. 1991).
- 1921: Thomas Schelling, economista estadounidense (f. 2016).
- 1922: María Luisa Bemberg, cineasta argentina (f. 1995).
- 1923: Roberto De Vicenzo, golfista argentino (f. 2017).
- 1924: Ricardo Espalter, actor y humorista uruguayo (f. 2007).
- 1925: Rod Steiger, actor estadounidense (f. 2002).
- 1925: Gene Ammons, músico de jazz estadounidense (f. 1974).
- 1926: Luis Felipe Angell, escritor y humorista peruano (f. 2004).
- 1926: Leopoldo Calvo-Sotelo, político español, presidente del gobierno de España entre 1981 y 1982 (f. 2008).
- 1926: Hugo Moser, autor y guionista argentino (f. 2003).
- 1927: Arno Fischer, fotógrafo y profesor alemán (f. 2011).
- 1927: Alan G. MacDiarmid, químico y profesor universitario neozelandés, premio nobel de química en 2000 (f. 2007).
- 1929: Paavo Berglund, director de orquesta finlandés (f. 2012)
- 1929: Gerry Anderson, productor, escritor y cineasta británico (f. 2012).
- 1932: Loretta Lynn, cantante y compositora estadounidense (f. 2022).
- 1933: Morton Subotnick, compositor estadounidense.
- 1935: Erich von Däniken, escritor suizo.
- 1936: Marco Antonio Dorantes, árbitro de fútbol mexicano (f. 2012).
- 1940: María Kinsky de Wchinitz y Tettau, Princesa consorte de Liechtenstein de 1989 a 2021 (f. 2021).
- 1941: Julie Christie, actriz británica.
- 1941: Pete Rose, beisbolista estadounidense.

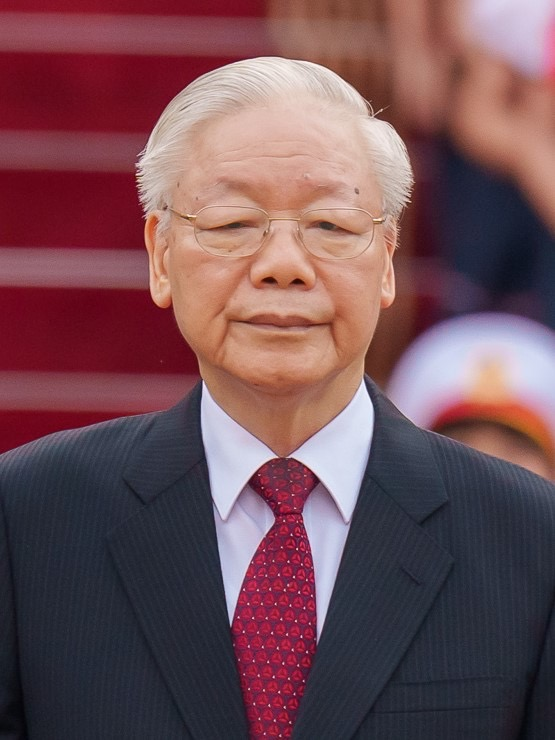
Nguyễn Phú Trọng

- 1944: Nguyễn Phú Trọng, político y estadista]], médico y político chileno (f. 2022).
  - Ritchie Blackmore, guitarrista británico, de la banda Deep Purple.
- 1947: Fabián Alarcón, político ecuatoriano, presidente de Ecuador entre 1997 y 1998.
- 1947: Claudio Rissi, actor y director teatral argentino.
- 1951: Gregory Winter, biólogo británico.
- 1954: Katsuhiro Otomo, historietista y cineasta japonés.
- 1954: Bruce Sterling, escritor estadounidense de ciencia ficción.
- 1955: Millán Salcedo, actor y humorista español.
- 1955: Daniel Abugattás, abogado y político peruano (f. 2025).
- 1956: Barbara Bonney, soprano estadounidense.
- 1957: Mijaíl Pletniov, pianista ruso.
- 1957: Domingo Drummond, futbolista hondureño (f. 2002).
- 1958: Santiago Urquiaga, futbolista español.
- 1958: Javier Álvarez Arteaga, futbolista y entrenador colombiano.
- 1958: Peter Capaldi, actor británico.
- 1959: Roberto Brunamonti, baloncestista italiano.
- 1960: Miguel Argaya Roca, poeta e historiador español.
- 1960: Eugeni Serrano, jugador español de balonmano.
- 1960: Brad Garrett, actor y comediante estadounidense.
- 1961: Robert Carlyle, actor escocés.
- 1962: Paulo Leão, actor, guitarrista y cineasta brasileño.
- 1963: Hugo Conte, voleibolista argentino.
- 1963: César Duarte Jáquez, político mexicano.

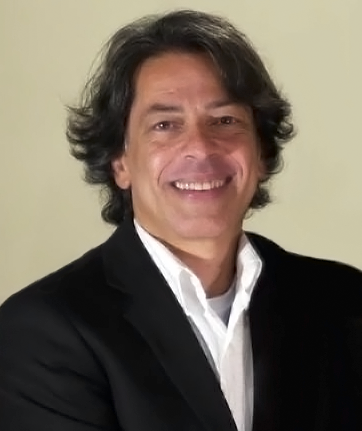
Paulo Leão

Rocío Nahle

- 1964, Rocío Nahle, política e ingeniera química mexicana. Gobernadora de Veracruz desde 2024.
- 1965: Paulina Tamayo, cantautora ecuatoriana.
- 1966: David Justice, beisbolista estadounidense.
- 1966: Greg Maddux, beisbolista estadounidense.
- 1967: Alfonso Alonso Aranegui, político español.
- 1967: Nicola Berti, exfutbolista italiano.
- 1968: Anthony Michael Hall, actor estadounidense.

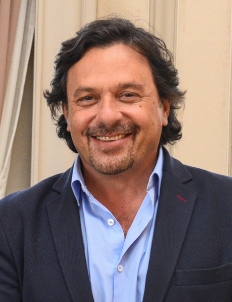
Gustavo Sáenz

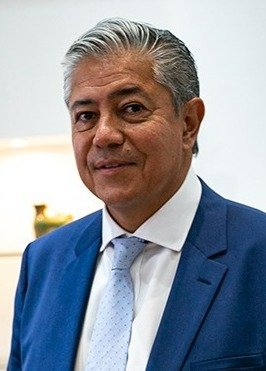
Rolando Figueroa

- 1969: Rolando Figueroa, político argentino, Gobernador de Neuquén desde 2023.
- 1969: Gustavo Sáenz, político y abogado argentino, Gobernador de Salta desde 2019.

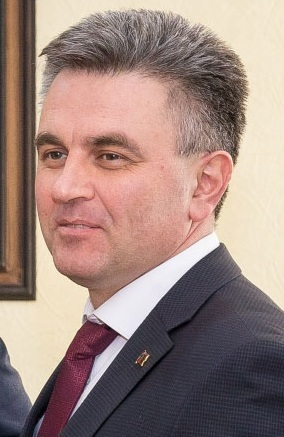
Vadim Krasnoselski

- 1970: Martín Sabbatella, político argentino.
- 1970: Vadim Krasnoselski, político transnistrio, Presidente de Transnistria desde 2016.
- 1971: Miguel Calero, futbolista colombiano (f. 2012).
- 1971: Ana Píterbarg, cineasta y guionista argentina.
- 1973: Roberto Ayala, futbolista argentino.
- 1973: Adrien Brody, actor estadounidense.
- 1973: David Miller, tenor estadounidense, del cuarteto Il Divo.
- 1973: Wells Tower, escritor estadounidense.
- 1973: Antonio Cuquerella, ingeniero de carreras español.
- 1974: Rafał Piotrowski, futbolista polaco (f. 2024).
- 1976: Santiago Abascal Conde, sociólogo, político y ensayista español.
- 1976: María Fernanda Ampuero, escritora ecuatoriana.
- 1977: Moro Anghileri, actriz y directora teatral argentina.
- 1977: Sarah Michelle Gellar, actriz estadounidense.
- 1977: Lauren Mendinueta, poetisa colombiana.
- 1979: Rebecca DiPietro, modelo estadounidense.
- 1979: Noé Pamarot, futbolista francés.
- 1980: Luidig Ochoa, animador, actor y convicto venezolano (f. 2014).
- 1981: Raúl Bravo Sanfélix, futbolista español.
- 1981: Pablo de Muner, futbolista argentino.
- 1981: Franco Sosa, futbolista argentino.
- 1982: Uğur Boral, futbolista turco.
- 1982: Mauro Cetto, futbolista argentino.
- 1983: Nikoloz Tskitishvili, baloncestista georgiano.
- 1983: James McFadden, futbolista escocés.
- 1985: Christoph Leitgeb, futbolista austriaco.
- 1986: Matt Derbyshire, futbolista británico.
- 1987: Erwin Hoffer, futbolista austriaco.
- 1987: Martín Cauteruccio, futbolista uruguayo-argentino.
- 1988: Chris Wood, actor estadounidense.
- 1990: Adam DiMarco, actor y músico canadiense.
- 1993: ROZES, cantante y compositora estadounidense.
- 1993: Ellington Lee Ratliff, baterista estadounidense, de la banda R5.
- 1994: Alejandra Duque Suárez, actriz colombiana.
- 1996: Abigail Breslin, actriz estadounidense.
- 1997: Ante Ćorić, futbolista croata.
- 1997: Guilherme Arana, futbolista brasileño.
- 1997: Gerard Blat, baloncestista español.
- 1997: Cal Roberts, futbolista inglés.
- 1997: Mizuki Arai, futbolista japonés.
- 1998: Arthur Bowen, actor británico.
- 1998: Carmen Menayo, futbolista española.
- 1998: Alban Sulejmani, futbolista macedonio.
- 1998: José Luis Valdez, futbolista argentino.
- 1998: Altay Bayındır, futbolista turco.
- 1999: Hikaru Arai, futbolista japonés.
- 1999: Mattéo Guendouzi, futbolista francés.
- 1999: Modibo Sagnan, futbolista francés.
- 1999: Nicolas Claxton, baloncestista estadounidense.
- 1999: Anita Simoncini, cantante sanmarinense.
- 1999: Niclas Thiede, futbolista alemán.
- 1999: Nicolás Acevedo, futbolista uruguayo.
- 1999: Chase Young, jugador de fútbol americano estadounidense.
- 1999: Sergi García Pérez, futbolista español.
- 1999: Katya Ojeda, futbolista mexicana.
- 1999: Micro TDH, rapero venezolano.
- 1999: Daria Ajmerova, halterófila rusa.
- 2000: Simone Alessio, taekwondista italiano.
- 2000: Rafael Navarro Leal, futbolista brasileño.
- 2001: Noah Katterbach, futbolista alemán.
- 2003: Nsikak Ekpo, atleta neerlandés.
- 2004: Anastasía Tarakánova, patinadora artística sobre hielo rusa.
- 2005: Dean Huijsen, futbolista neerlandés.

## Fallecimientos
- 1132: Mstislav I de Kiev, zar ruso (n. 1076).
- 1604: Ernesto Federico I de Baden-Durlach, gobernador alemán (n. 1560).
- 1682: Avakúm, obispo y escritor ruso (f. 1621).
- 1759: Georg Friedrich Händel, compositor alemán nacionalizado británico (n. 1685).
- 1816: Mariano Abasolo, militar mexicano (n. 1783).
- 1829: Christian August Fischer, escritor y viajero alemán (n. 1771).
- 1835: Richard Joseph Courtois, médico, botánico y explorador belga (n. 1806).
- 1842: Alejandro Aguado, banquero y aristócrata español (n. 1784).
- 1861: Gabriel Antonio Pereira, presidente uruguayo (n. 1794).
- 1865: Rafael Carrera y Turcios, presidente guatemalteco (n. 1814).
- 1894: Próspero García, político argentino (n. 1826).
- 1895: James Dwight Dana, geólogo estadounidense  (n. 1813).
- 1909: Miguel Juárez Celman, político argentino, 10.º presidente (n. 1844).
- 1910: Mijaíl Vrúbel, pintor ruso (n. 1856).
- 1912: Parte de los ingenieros y colaboradores de la salas de calderas del  RMS Titanic, en el momento que el transatlántico colisionó con un iceberg, el cual terminaría de hundirse a la madrugada del día siguiente, llevándose consigo la vida de 1520 personas.
- 1915: Luis Coloma, escritor y periodista español (n. 1851).
- 1917: L. L. Zamenhof, lingüista polaco, creador del esperanto (n. 1859).
- 1922: Cap Anson, beisbolista estadounidense (n. 1852).
- 1924: Louis Sullivan, arquitecto estadounidense (n. 1856).
- 1925: John Singer Sargent, pintor italiano (n. 1856).
- 1935: Emmy Noether, matemática alemana (n. 1882).
- 1947: Salvador Toscano, pionero del cine mexicano (n. 1872).
- 1950: Ramana Maharshi, religioso hinduista indio (n. 1879).
- 1962: M. Visvesvaraya, académico e ingeniero indio (n. 1861).
- 1962: Cayetano de Mergelina y Luna, arqueólogo y catedrático español (n. 1890).
- 1964: Rachel Carson, escritora y ecologista estadounidense (n. 1907).
- 1964: Gerhard Domagk, bacteriólogo alemán, premio nobel de medicina en 1939 (n. 1895).
- 1965: Perry Smith, asesino estadounidense (n. 1928).
- 1972: Bert Hawthorne, piloto de automovilismo neozelandés (n. 1943).
- 1973: Károly Kerényi, escritor húngaro (n. 1897).
- 1975: Fredric March, actor estadounidense (n. 1897).
- 1976: Mariano Ospina Pérez, político colombiano (n. 1891).
- 1976: José Revueltas, escritor y activista político mexicano (n. 1914).
- 1977: Leonor Rinaldi, actriz argentina (n. 1894).
- 1978: Dante Panzeri, periodista deportivo argentino (n. 1921).
- 1980: Gianni Rodari, escritor italiano (n. 1920).
- 1980: Guillermo Sautier Casaseca, escritor español (n. 1910).
- 1986: Simone de Beauvoir, filósofa feminista francesa (n. 1908).
- 1987: Germán Vergara Donoso, abogado y político chileno (n. 1902).
- 1988: Daniel Guérin, historiador anarquista francés (n. 1904).
- 1992: David Miller, cineasta estadounidense (n. 1909).
- 1994: Manuel Andújar, escritor español (n. 1913).
- 2000: Sebastián Fleitas, futbolista paraguayo (n. 1947).
- 2004: Miguel de Guzmán, matemático español (n. 1936).
- 2005: Bernard Schultze, pintor alemán (n. 1915).
- 2008: Ollie Johnston, animador estadounidense (n. 1912).
- 2008: Miguel Galván, actor mexicano (n. 1957).
- 2009: Jorge Kaplán, médico cirujano y político chileno (n. 1926).
- 2010: Vicente Haro, actor español (n. 1930).
- 2010: Gene Kiniski, luchador profesional canadiense (n. 1928).
- 2010: Peter Steele, bajista y cantante estadounidense, de la banda Type O Negative (n. 1962).
- 2012: Piermario Morosini, futbolista italiano (n. 1986).
- 2013: Armando Villanueva, político peruano (n. 1915).
- 2015: Percy Sledge, cantante estadounidense de soul y blues (n. 1941).
- 2017: Martín Elías, fue un cantautor colombiano de vallenato, hijo del también cantante y compositor Diomedes Díaz. (n. 1990).
- 2019: Bibi Andersson, actriz y directora sueca (n. 1935).
- 2021: Bernard Madoff, inversionista bursátil y financiero estadounidense (n. 1938).
- 2023: Mark Sheehan, cantante, compositor, guitarrista y productor irlandés (n. 1976).
- 2023: Murray Melvin, actor de cine y teatro británico (n. 1932).

## Celebraciones

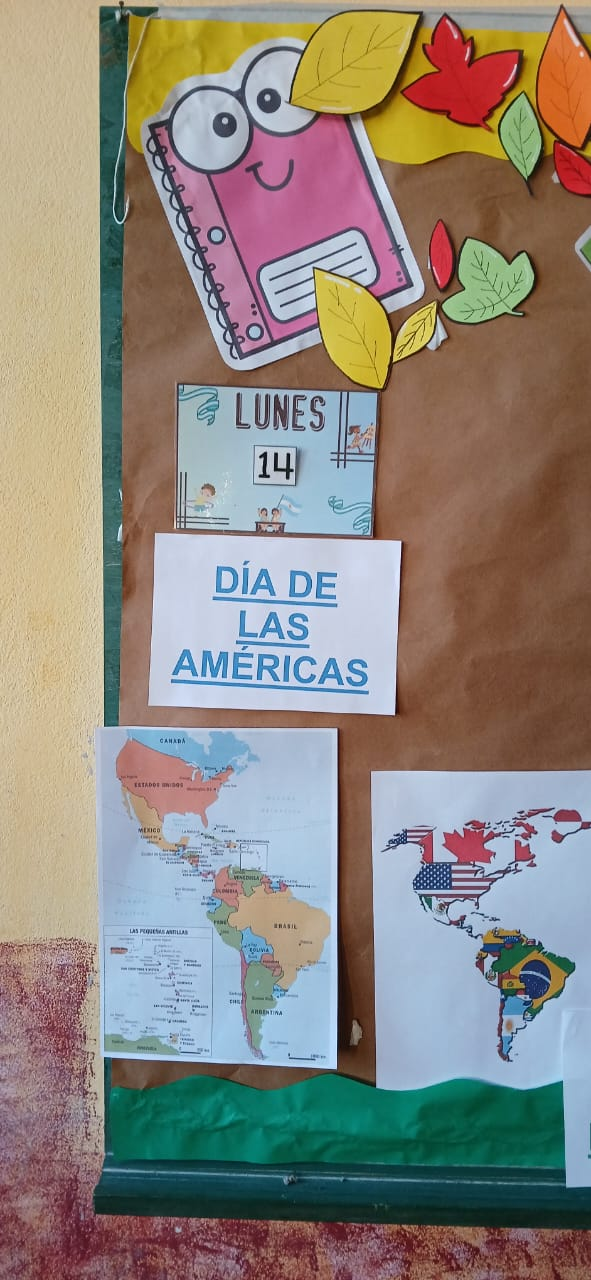
14 de abril: Día de las Américas. Efemérides en la pizarra central de la Escuela Especial 36 de Capioví, Misiones, Argentina.

- Día de las Américas.[4]
(en todas las repúblicas americanas).

- Día Mundial de la Enfermedad de Chagas.[5]

- Día del Patinador.[6]
(por Santa Lidwina).

- Día Internacional del Arquero de fútbol.[7]
En honor a Miguel Calero, guardameta colombiano.

### Por países
- Argentina:
  - Día del Periodista Vitivinícola.

- Bangladés:
  - Año Nuevo Bengalí.[8]

- Chile:
  - Día del Locutor.

- España:
  - Día de la República.

- Estados Unidos:
  - Día Nacional del Delfín.[9]
(en inglés: National Dolphin Day).

- Panamá: 
  - Día del Policía panameño.

### Santoral católico
- San Asaco.
- San Benito de Aviñón.
- San Bernardo de Tiron.

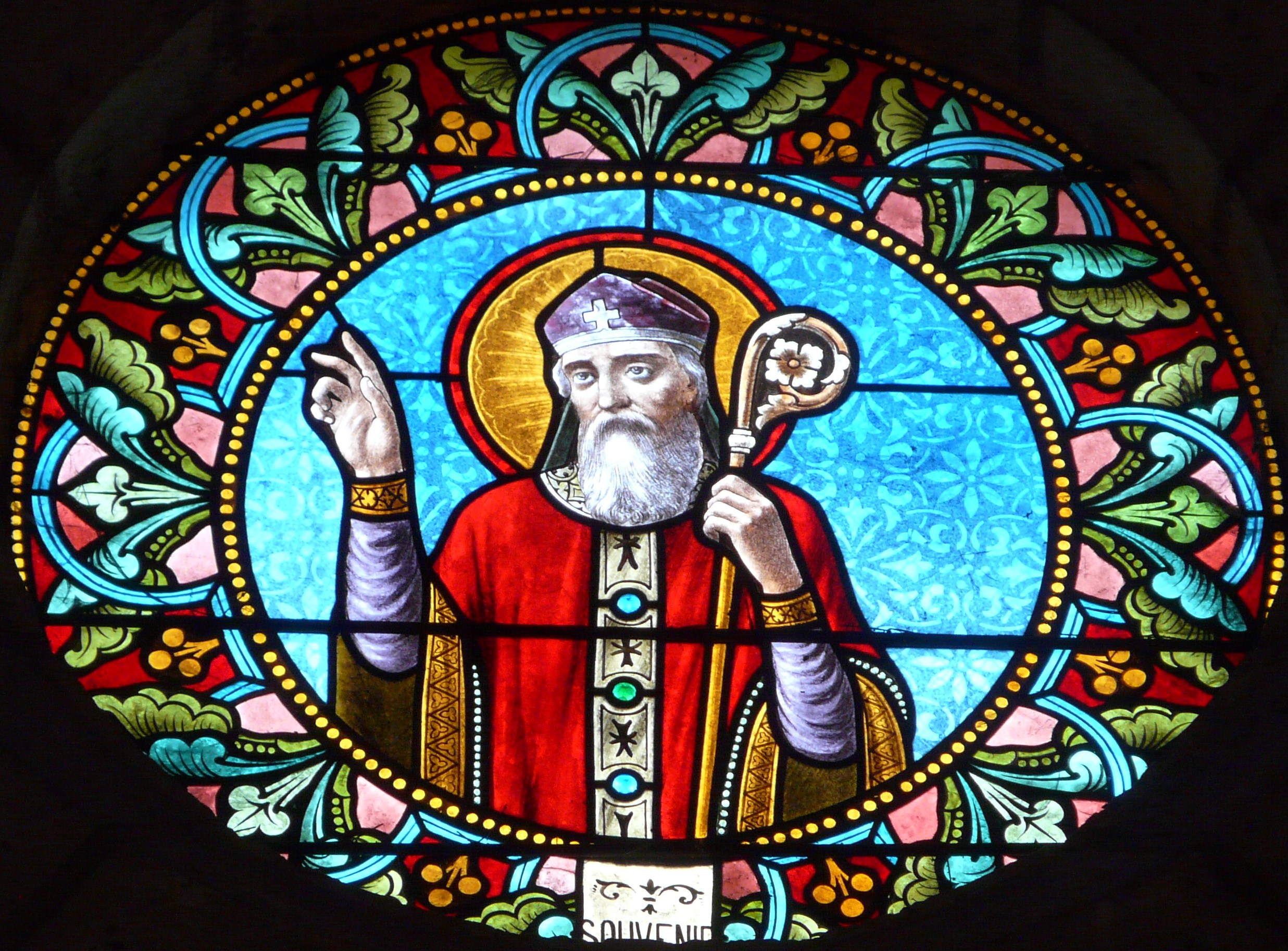
Vidriera con San Frontis de Périgord en la iglesia de Saint-Pierre-ès-Liens, Lalinde (Francia).

- San Frontón. (imagen ilustrativa).
- San Juan de Montemarano.
- San Lamberto de Lyon.
- Santa Liduvina de Schiedam.
- San Pedro González Telmo.
- Santa Tomáide.
- Beata Isabel Calduch.

## Uso en medios de transporte
En Bogotá los buses llevan una letra y una fecha en este caso del 14 de Abril:
- B144 Clínica El Bosque
- C144 Bilbao